# Bandung (Mayong)
Bandung is een bestuurslaag in het regentschap Japara van de provincie Midden-Java, Indonesië. Bandung telt 1728 inwoners (volkstelling 2010).